# Saint-André-de-Valborgne
Saint-André-de-Valborgne település Franciaországban, Gard megyében. Lakosainak száma 360 fő (2022. január 1.). Saint-André-de-Valborgne Le Pompidou, Sainte-Croix-Vallée-Française, Les Plantiers, Saumane, Bassurels, Gabriac, Moissac-Vallée-Française és Val-d'Aigoual községekkel határos.

## Népesség
A település népessége az elmúlt években az alábbi módon változott:
| Lakosok száma | 524  | 443  | 437  | 436  | 416  | 411  | 382  | 364  | 361  | 360  |
|               | 1968 | 1982 | 1990 | 2006 | 2013 | 2015 | 2017 | 2019 | 2020 | 2022 |